# Garo (série de televisão)
Garo (牙狼＜GARO＞（ガロ）, Garo, traduzido como Presas do Lobo), também referido como Cavaleiro Dourado Garo (黄金騎士ガロ, Ōgon Kishi Garo) é uma série de televisão japonesa do gênero tokusatsu produzida pela Touhokushinsha Film Corporation e exibido originalmente de 7 de outubro de 2005 à 24 de março de 2006, pela TV Tokyo, no horário da 1h30min da madrugada. No Brasil, a série era distribuída pela Sato Company e no 2º semestre de 2015 através do serviço de streaming de vídeos Netflix, sendo a primeira série tokusatsu inédita no país, desde Ryukendo. Além disso, algumas temporadas e filmes da franquia estiveram no serviço de streaming Amazon Prime Video, porém após a perda dos direitos, a franquia se encontra inacessível de forma oficial no Brasil, com apenas um filme spin-off "GARO: A Flauta Mágica" disponível na Amazon.

## História
Desde épocas remotas, monstros chamados Horrors aparecem através das maldades e loucuras existentes nos corações humanos. Kouga Saejima, um jovem guerreiro que teve seu pai morto por um Horror, é o herdeiro do título de Garo, o Cavaleiro Makai Dourado e mais poderoso dos Cavaleiros do Makai. Ele passa a caçar e destruir estas bestas por vingança. Um dia, ele conhece Kaoru Mitsuki, uma pintora que sonha ser um dia uma grande artista. Durante uma batalha contra um Horror, Kaoru tem o corpo banhado pelo sangue do monstro e sobrevive. Segundo a lei dos Cavaleiros Makai, as pessoas que tiverem sido banhadas pelo sangue de um Horror devem ser imediatamente mortas, pois são o alimento preferido deles e no final da história a jovem começa a se transformar em Horror mas Kouga tem que encontrar uma fruta que pode ajuda-lá. Porém, Kouga decide deixá-la viva, utilizando-a como isca para que os Horrors venham até ele e sua caçada se torne mais fácil.
O segundo arco é baseado com parte no especial Red Requiém, que marca
aparição de um novo Cavaleiro Makai Reo Fudou, o Lorde Cavaleiro Reluzente designado para ser parceiro de Kouga, como também a volta de
Rekka e Shiguto desde os eventos Red Requiém. Rei e Tsubasa, que apareceu no especial A Besta da Noite Branca também aparecem na série.
A terceira temporada gira em torno de Ryuga Dogai, o novo Cavaleiro
Makai Garo que luta para recuperar o brilho dourado da armadura que
ficou incolor.
Na quarta temporada, gira em torno de Raiga Saejima, filho de Kouga e
Kaoru Saejima, que posteriormente herda o título de Garo de seu pai.
Na quinta temporada gira em torno de Ryuga Dogai e Rian, que tentam impedir que o Cavaleiro Makai Zinga e sua esposa Amily, sacerdotisa Makai, que agora se tornam Horrors e tentam destruir a humanidade.
Na sexta temporada é uma coleção de episódios individuais com personagens das várias parcelas da franquia Garo, cada um deles narrado por Yukijiro Hotaru, reprisando seu papel como Gonza Kurahashi.
A sétima temporada gira em torno de Rei Suzumura, o cavaleiro prateado em que conhece Alice Hiromi, que descobre um ovo Makai que pode trazer calamidades.
A próxima temporada é contada na versão em anime em que dá continuidade a outro Cavaleiro Makai Leon Luis, que herda o título de Cavaleiro Dourado Garo.
A segunda parte da versão anime conta a jornada de Raikou e uma sacerdotisa Makai Seimei, que com sua ajuda pode evocar a armadura Garo, eles confrontam Ashiya Douman, um alquimista Makai caído que convoca Horrors para sentir-se satisfeito. Eles são acompanhados por Kintoki, garoto que aspira ser como Raikou e Yasusuke de Fujiwara, que herdou a armadura de prata Zanga, diferente da armadura Zero na versão Tokusatsu de Garo.
Terceira parte da versão anime. Em Russell City, uma cidade americana próspera baseada na cidade de Nova York , um presságio que ameaça agitar seu mundo começa a se mover dentro dela. Um homem chamado Sword é o primeiro a ouvir os primeiros movimentos da trama, e se joga em uma guerra sombria para expô-la. Sua única pista é a palavra-chave "El Dorado". Ele conhece Sophie, uma garota à procura de seu irmão mais velho desaparecido que só a deixou com as mesmas palavras: "El Dorado". Com a espada que também perdeu sua irmã mais nova no passado, ambos são atraídos pelas palavras e trabalham juntos para descobrir o seu significado.

## Cavaleiros Makai
- Kouga Saejima/Golden Fang GARO: Como Golden Fang GARO, para enfrentar os Horrors na juventude para lutar. 25 anos de idade. Herdou a armadura de seu falecido pai Taiga Saejima. Mesmo depois de derrotar KIBA Horror e Messias, continua a lutar contra Horrors como "o título de proteger a humanidade".

- Rei Suzumura/Silver Fang ZERO: Jovem de beleza misteriosa apareceu em seis episódios. 18 anos. A se comportar de excêntrica e inocente, mas é boa pessoa. Era chamado de Ginga. É obcecado a perseguir o cavaleiro dourado GARO por assassinar Shizuka. Entretanto, se une a Kouga ao descobrir que o verdadeiro assassino é na verdade o cavaleiro negro KIBA.

- Taiga Saejima/Golden Fang GARO: O pai que depois passaria a armadura de GARO para seu filho. Morto por Barago, um amigo íntimo do passado. Depois, tal segredo foi confiado a Zaruba para depois não ser revelado, quando depois Kaoru se torna o portal para a aparição do Messias.

- Tsubasa Yamagatana/Dan the Midnight Sun Knight: cavaleiro Makai de Kantai, introduzido em especial Garo. Tsubasa é um descendente do Cavaleiro Makai que derrotou o Regulus de 1000 anos antes. Seus pais, ambos Sacerdotes Makai, morreram em combate com Horrors e, assim, toma para si a supervisionar o bem estar de sua irmã mais nova Rin. Ele é um rigoroso e, tipo de cara, acreditando que as emoções só vai ficar no caminho de seu dever e que tanto o Cavaleiro Makai. Tsubasa também tem dois discípulos, Hyuga e Akatsuki. Não notificado da chegada de Kouga para Kantai, Tsubasa enfrenta o Cavaleiro Makai depois que ele defendeu seus discípulos. Tsubasa se opôs ao que ele pensava que era um ato contra a ordem natural e originalmente viu Jabi como uma abominação até que ela arriscou sua vida para salvar Rin. Depois ele pediu desculpas para Jabi por sua grosseria para com ela. Tsubasa se junta a ela com Kouga e Rei para derrotar Regulus na Floresta Abyss. Após a derrota de Regulus, Tsubasa disse a Rin que ela é o orgulho e finalmente mostrou seu sorriso quando Rin realiza magia para criar borboletas.
- Wataru Shijima/Baron the Thunder Knight: cavaleiro Makai apenas na segunda temporada. É conhecido por agir de uma forma antiquada, mas se preocupa com a segurança de seus alunos. Foi àquele que treinou Kouga na infância. Ele acaba sendo emboscado, tendo seu lado sombrio revivido. Ele tenta se matar para não ser corrompido totalmente, mas este acaba sendo salvo por Kouga e Tsubasa.
- Reo Fudou/Lord the Flash Knight: cavaleiro Makai apenas na segunda temporada. Ele é irmão gêmeo de Sigma Fudou, que fugiu de casa depois de Reo ser nomeado cavaleiro Makai. Ele e Kouga tenta salvar o irmão, mas qualquer tentativa foi em vão e ele teve que sacrificar seu próprio irmão.
- Ryuga Dogai/Golden Fang GARO: Cavaleiro que herdou a armadura Makai dourada, mas totalmente incolor, quase que modificada. Ele possui uma personalidade selvagem, mas tem um dom para poder ajudar as pessoas e nunca desiste. Ele tenta superar a morte de sua mãe na idade precoce. Ele combate os Horrors, como também tenta recuperar a cor original da armadura dourada.
- Aguri Kusugami/Gai the Sky Bow Knight: cavaleiro Makai presente apenas na terceira temporada. Se preocupa em segredo apesar de não viver de acordo com o prestígio de sua família. Sua família é conhecida por habilidades no tiro com arco e como observado por Ryuga, sendo capaz de atirar flechas rapidamente, um dos princípios básicos das técnicas de tiro com arco do estilo Kusugami. No entanto, querendo aprimorar suas habilidades antes de ir mais longe, Aguri assume o dever de Rian como protetor da cidade Vol para que ela possa viajar com Ryuga.
- Takeru Jakuzure/Zen the Flame Sword Knight: cavaleiro Makai apenas na terceira temporada. Ele é na verdade um playboy que vive apenas indo atrás de mulheres do que caçar Horrors. Durante a série, seu propósito muda, também foi aquele que salvou Ryuga de se tornar um Horror.
- Raiga Saejima/Golden Fang GARO: filho de Kouga e Kaoru Saejima. Ele descobrira já ter perdido os pais, mas depois descobre que seu pai, Kouga Saejima ainda continua combatendo os Horrors.
- Leon Luiz: cavaleiro Makai na versão do anime.
- Raikou: este não poderia ser considerado um cavaleiro Makai, mas com a ajuda da sacerdotisa Makai Seimei, ele é capaz de se equipar com a armadura Garo, segunda parte do anime.
- Sword/Golden Fang GARO: Ele é um homem alto com uma construção de muscular que adora bife e é atraído por mulheres de peito largo. Ele viaja através dos Horrors da Russel City enquanto procura por uma pista sobre "El Dorado" em sua bicicleta personalizada, que se transforma quando ele convoca sua armadura dourada. Ao contrário da maioria das versões de Garo anteriormente mostradas, Sword prefere lutar de mãos nuas, mas usará sua espada (Garo-Ken) para derrotar horrores e convocar sua armadura.
- Yasusuke/Silver Fang ZANGA: cavaleiro prateado Makai que porta a armadura prateada Zanga, este é diferente de Rei que carrega a armadura prateada Zero no Tokusatsu, já este é no anime.
- Corvo: cavaleiro Makai e companheiro de Raiga da quarta temporada. No início, já chegou ter um atrito com ele. Seu passado ainda é desconhecido.
- Eiji Busujima: cavaleiro Makai apenas da quarta temporada que serve apenas ao senado.
- Luke: Luke é um Alquimista Makai que desaprova os métodos irresponsáveis de Sword e a associação com humanos. Ele usa armas de fogo no campo com munições mágicas especiais, incluindo uma que pode fazer chuva que limpe as memórias daqueles que testemunham um Horror. Luke foi treinado para se tornar um Cavaleiro Makai, mas desde que abandonou seu papel depois que sua mãe foi assassinada por seu pai, Knight.
- Knight: O pai de Luke e anteriormente considerado o mais forte Cavaleiro de Prata Makai, ele se tornou um Cavaleiro das Trevas quando começou a servir o Rei de El Dorado. Nos flashbacks de Luke, Knight também matou a mãe de Luke e agora é o alvo da vingança de Luke.

## Aliados
- Kaoru Saejima (かおり冴島, Saejima Kaoru): uma pintora de 22 anos que, quando criança, recebeu de seu pai um livro de ilustrações onde um guerreiro com uma armadura dourada enfrentava demônios. Ela não entende porque seu pai lhe daria esse álbum e porque o álbum não está completo, já que lhe falta a última página. No museu de exposição de quadros da cidade, ela conhece Kouga, que gosta de um de seus quadros e decide comprá-lo. Percebendo que o proprietário do museu está possuído por um Horror, Kouga se transforma em Garo e destrói o monstro. Kaoru vê tudo e percebe que Kouga é o Cavaleiro que ela via no álbum de fotos. Porém, ela é banhada no sangue da besta e desmaia após Kouga ameaçar matá-la. Porém, o guerreiro não a mata, mas passa a utilizá-la como isca para chamar novos Horrors. Contudo, Kouga se arrisca para conseguir as frutas Barankas para salvar Kaoru antes do centésimo dia, que depois se torna o portal para a aparição do Messias e também sua hospedeira. Após os fins dos eventos da segunda temporada, Kouga casa-se com Kaoru, mudando seu sobrenome de Mitsuki para Saejima e também tiveram um filho que herda a armadura de seu pai, Raiga Saejima.

- Asami Shinohara: amiga de Kaoru, ela apoia Kaoru em tudo o que faz, principalmente no que diz respeito aos quadros que pinta.

- Karune Ryuuzaki: ele é um doutor, psicólogo de fama mundial de Kaoru. Ele e Kaoru tentam decifrar o mistério do álbum de fotos com o cavaleiro dourado. Foi morto por Barago para que ele pudesse usá-la e se tornar imortal.

- Gonza Kurahashi (67 anos): mordomo de Kouga. Ele também o auxilia nos estudos sobre os Horrors.

- Monge Amon: é um Monge Makai. Esses padres, além de serem artesãos, criam artigos Madou, e são alquimistas que apoiam os Cavaleiros Makai. Esse padre possui habilidades divinas. Foi há muito tempo um amigo íntimo de Taiga, pai de Kouga. Acaba sendo morto nas mãos de Barago. Depois Amon deixa uma mensagem confiada a Rin para salvar Jabi da Floresta Makai.

- Jabi: é a Sacerdotisa Makai, sucessora do Monge Amon. É ela quem ajuda Kouga a encontrar a fruta Barankas para poder purificar o sangue amaldiçoado que está no corpo de Kaoru e também chega a gostar de Kouga, mas sente inveja em relação a Kaoru. Acaba sendo morta por Kodama, mordomo e filho das três sacerdotisas. Depois é salva da Floresta Makai por Kouga e Rin e também arrisca sua vida para salvar Rin de Regulus e lutar ao lado de Kouga para derrotar Regulus.

- Velha Tamu: é uma guardiã que fica na entrada da floresta de Glen.
- Rekka: Personagem que tinha aparecido apenas no Red Requiem. A sacerdotisa também reaparece na segunda temporada.
- Akaza: Personagem apenas no Red Requiem. Ele aparece nos Flashbacks na segunda temporada, sendo que ele se sacrifica para ajudar Kouga e Rekka.
- Shiguto: Um aprendiz de Akaza do filme Red Requiem que aparece na segunda temporada.
- Grace: Sacerdotisa de alta patente e professora de Kouga e Fudou.

- Rin Yamagatana:  é um jovem Makai Sacerdotisa da região Kantai e é a irmã mais nova do residente  Cavaleiro Makai Tsubasa da sua terra. Embora ela estava com medo dos perigos da Kantai, Rin se tornou uma Sacerdotisa Makai para que ela possa fazer o irmão sorrir novamente. 11 anos de idade, Rin de alguma forma consegue se comunicar com Amon e foi dada a missão de encontrar Kouga usando sangue Horror para si mesma como isca na esperança de encontrar Kouga em seu distrito. Uma vez que encontrar Kouga e mensagem afinação de Amon, com Garai acreditando que ela foi feita para ajudá-lo como ela foi nomeada depois que sua mãe, consegue reunir coragem para suportar mantendo o caminho para a Floresta Makai, tempo suficiente para Kouga salvar Jabi. No entanto, Rin foi envenenada por um estilhaço de Regulus, mas foi salva quando Jabi quando executa uma jogada arriscada em que ela dilui o sangue dela com Rin usando chamas Madou como um meio. Apesar de salvar Rin, acaba sendo capturada por Regulus para servir como uma oferta sacrificial, mas depois é salva por Kouga. Agora em sua adolescência, Rin se torna uma Sacerdotisa Makai qualificada em seu próprio direito.
- Rian: Uma sacerdotisa presente apenas na terceira temporada. Ela inicialmente se disfarça de uma pessoa normal para dar em cima de pessoas ricas, ou àqueles que realmente é digno. Depois de conhecer Ryuga, se propósito muda no decorrer da série.
- Burai: Amigo de infância da mãe de Hakana, presente apenas na terceira temporada. Ele tinha em mente se tornar no hospedeiro de Zedom para depois se matar. Embora seu autossacrifício não tenha tido êxito, ele consegue ver a fraqueza dele para depois acabar com Zedom.
- Biku: Sacerdotisa caçadora das trevas que caça cavaleiros Makais e sacerdotes caídos. Apenas na terceira temporada.
- Shindou: Sacerdote médico e especialista em farmacêutica.Também é da terceira temporada.
- Mayuri: Humana sem emoções despertada do caixão para ajudar Raiga, personagem apenas na quarta temporada. Possui a capacidade de absorver a essência dos Horrors derrotados que serviam Eyrith.
- Kintoki: garoto que acompanha Raikou que aspira ser um cavaleiro Makai. Em outra fase ele aparece adulto se chamando Tokiwaka.
- Seimei: Sacerdotisa Makai na versão do anime. Ela que ajuda Raikou a se equipar com a armadura Garo.
- Sophie: Uma adolescente de cabelos ruivos que vive no Katrina Home, que está procurando pistas sobre o irmão desaparecido, cujo desaparecimento está conectado ao "El Dorado". Sua busca a leva em contato com um horror e eventualmente salvada por Sword, que também está à procura de El Dorado. Desde então, ela seguiu Sword e ajudou-o a caçar Horrors usando seu conhecimento da internet. Desde então, foi revelado que o Rei de El Dorado deseja recrutar Sophie por um propósito ainda não revelado.
- Gina: Gina é uma alquimista Makai e ladra profissional que às vezes trabalha com Sword para lutar contra os Horrors. Ela é um tanto imoral e altamente manipuladora e coquete, mas parece ter um ponto fraco para Sophie e encoraja ela e a Sword a trabalharem juntos. Está insinuado que ela tem sentimentos por Sword e pediu a Sword que se case com ela.
- Feilong: Um velho que vive acima do restaurante chinês e apoiante de longo prazo dos Cavaleiros Makai. Ele e os funcionários do restaurante são treinados para ajudar a proteger a cidade de Horrores com o uso de feitiços de barreira e talismãs. Não confundir com o Feilong de Street Fighter.
- Meifang: Gerente e garçonete no restaurante chinês onde Sword vive e trabalha. Ela tem pelo menos algum conhecimento de Alquimia Makai e até conseguiu proteger Sophie de vários Horrors ao mesmo tempo.
- Sister: Sister era uma freira e a guarda legal da Sophie. Ela era a chefe do Katrina Home em Russell City e um especialista em artes marciais. Ela foi morta por Knight quando ele chegou para sequestrar Sophie.

## Armas e equipamentos
- Makai Madou Garo: é a armadura de Kouga.

Tem a forma de um lobo dourado.
Ela é muito poderosa e quase indestrutível.
Quando Garo pisa no chão, saem pequenas chamas em seus pés. Possui quatro formas.
- Padrão: apenas a primeira forma utilizada por Kouga e Taiga.
- Bestial: quando se atinge o limite de 100 segundos, quando não retirada a armadura no tempo limite, seu usuário é forçado a se tornar a forma bestial, assim como Barago. Kouga é salvo por Rei.
- Alada: Durante a batalha contra Messias, Kaoru é presenteada pelo Pincel Dourado pelos seus pais que desenha a versão com asas capaz de derrotar Messias.
- Versão final: criada por Zaruba para combater o Horror Kiba, que consumiu a vida de Zaruba e desaparece do dedo de Kouga.
- Incolor: versão apenas presente na terceira temporada. Seu usuário Ryuga Dogai.
- Makai Madou Zero: é a armadura de Rei.
- Makai Madou Kiba: é a armadura de Barago sob a forma humana de Ryuuzaki Karune. Depois de absorvido por Messias, Kiba se liberta na forma de um Horror.
- Dan the Midnight Sun Knight: É a armadura de Tsubasa, mas apenas presente no OVA A Besta da Noite Branca.
- Espada Makai: além de super afiada e poderosa, é ela que Kouga usa para se transformar em Garo. Rei usa as duas espadas e Karune um pingente.
- Espada Garo: espada em que Garo utiliza quando está transformado, ele a utiliza para destruir os inimigos.

Através da chama Madou, uma de suas técnicas de combate.
- Espada Garo Zan Ba (Cavalo Cortante): vem da transformação da Espada Garo com Gouten.

É uma espada enorme que Garo utiliza para demônios gigantes.
- Chama Madou: é um isqueiro. Apenas pelos cavaleiros Makai.

Instrumento utilizado para decifrar as cartas que recebe dos mensageiros.

Possui uma chama verde e é através dessa chama que Kouga consegue descobrir quem são e onde estão os Horrors.
- Anel Madou: Kouga possui em sua mão esquerda um anel em forma de caveira chamado Zaruba. Reo também possui um anel Madou chamado Eruba.

Esse anel guia conversa com Kouga e lhe passa instruções sobre os inimigos que está enfrentado e também a situação em que se encontra no combate. Na batalha final contra o Horror Kiba, Zaruba prepara a versão final da armadura Garo para Kouga, que consumiu sua vida. Rei presenteia a Kouga com um outro anel que depois Kouga o chama de Zaruba.
- Pingente Madou: assim como Kouga que possui um anel chamado Zaruba, Rei possui uma espécie de pingente falante em forma de um rosto de mulher com o nome de Zliva. Salvou Rei das três pirralhas quando quase atinge o coração de Rei.
- Anel Protetor: um anel que foi dado a Kaoru para que ela se proteja das investidas dos Horrors, já que ela foi banhada pelo sangue de um deles e será perseguida. Esse anel é um fragmento do anel guia. É através dele que Zaruba sabe da localização de Kaoru.
- Cartão Madou: é um cartão que quando colocado na testa de uma pessoa, esta fica inconsciente.

E após sair desse estado, a pessoa acorda sem se lembrar de nada horas antes.

Kouga usa deste artifício, pois ele não pode invocar sua armadura na frente de outra pessoa.
- Adaga Haja: somente cavaleiros makai possuem esse punhal.

Qualquer pessoa normal quando ferida por este punhal morreria minutos depois.
- Reversor: é um antídoto.

Kouga usou essa poção quando foi ferido pelo Punhal Haja de Rei Suzumura.
- Gás Estéril: um gás para ser utilizado em Kaoru para purificar seu corpo já que fora banhada pelo sangue de um Horror.
- Gouten: após passar por sua provação, sendo desafiado pela sombra do medo de Kouga, Garo ganha um incrível cavalo com o nome de Gouten.
- Barankas: é um fruto que só existe na floresta Glen. Através desse fruto, Kouga terá que fazer um ritual para obter o gas esteril para salvar Kaoru do seu destino fatal.
- Livro Madou: é um livro negro, onde Barago ao ler acabou fazendo um pacto com as trevas para ter poderes maiores.
- Espelho Madou: instrumento Madou que pertence apenas a Wataru.

## Inimigos (Casa do Guardião)
- Ker, Ber e Ros: são as três sacerdotisas que vivem na casa do guardião. Elas dão instruções a Kouga na luta contra os Horrors, mas muitas vezes Kouga não dá ouvidos às 3 pirralhas. No final da série, elas se unem e transformam em uma mulher muito poderosa para os cavaleiros. Na verdade ela é a mãe de Kodama. É derrotada e morta por Rei e Gonza, mordomo de Kouga que salva Rei.

- Kodama: é o Guardião das Sacerdotisas, é o responsável que entrega ao cavalheiro Makai as tarefas que terá que cumprir. Além de misterioso e de não abrir a boca para falar, ele protege as três sacerdotisas. No final da série ele mata Jabi e faz com que Kouga o enfrente por vingança tornando-se na forma bestial, mas é salvo por Rei.

- Messias: ela usou Kaoru para enfrentar Kouga no mundo dos vivos, pois só poderia se tornar imortal e sair do submundo com o corpo de Kaoru. É derrotado por Garo na versão alada criada por Kaoru. Messias se pergunta "como poderia ser derrotado por um humano" e Kouga responde "porque ele carregava o título de Garo".
- Sigma Fudou/Jaaku, o Cavaleiro Destruidor: irmão mais velho gêmeo de Reo Fudou na segunda temporada. Quando ele não foi escolhido por seu, ele alegava que para ser um cavaleiro Makai, era apenas pela força, portanto ele abandona a família Fudou. Ele depois confronta seu próprio irmão e Kouga, mas ele acaba sendo sucumbido pelas suas próprias trevas, sendo capaz de evocar uma armadura Makai Jaaku, se tornando no Cavaleiro Destruidor. Reo tenta convencer seu irmão dizendo que era ele que deveria ter o mérito da armadura da luz, mas qualquer tentativa foi em vão e teve que ser sacrificado, por causa de suas trevas que o tomou.
- Gigi: Gigi é um dos servos de Sigma na segunda temporada. Acaba sendo derrotado por Jabi e Rekka.
- Tosei Kaneshiro: nascido de uma sacerdotisa Makai banida, antagonista presente da terceira temporada. Ele tentou enganar, tentar trazê-lo para seu lado, o tornando um Horror, mas este acaba sendo salvo por Takeru. Depois tentar com Rian, para tentar fazê-la semear sementes Horror, assim como Hakana, mas tem seus planos frustrados por Ryuga. Ele também viria a se tornar no Zedom.
- Enhou: sacerdotisa apenas da terceira temporada. Ela almejava lutar para proteger a humanidade e promover a justiça. Ela é filha de Tousei e acaba virando um Horror, tendo visões dela consumindo a vida humana. Ela acaba sendo morta por Rian e Ryuga, mas morre com um sorriso no rosto mostrando-se como uma humana.
- Rivera: um dos personagens a serviço de Tosei da terceira temporada que tenta difamar o Cavaleiro Incolor Garo Ryuga. Quando ela tenta sequestrar Rian, ela acaba sendo derrotada por Ryuga.
- Sonshi: um dos cavaleiros Makais da terceira temporada que é transmutado por Tosei, que se torna no braço direito de Tosei.

## Monstros (Horrors)
São bestas demoníacas das sombras do mundo. Essas bestas devoram as pessoas que cometem os pecados capitais. Uma vez devorada, a pessoa é possuída pelo espírito demoníaco do Horror que passa então a buscar e devorar mais pessoas que cometem esses pecados tornando-se mais forte. Logo após o Horror se desfaz da passoa mostrando-se a sua verdadeira forma. Abaixo os Horrors que apareceram na série:
- Angurei (Anglais): Devorador de Mulheres, esse Horror devorou o proprietário do museu de quadros da cidade, já que o proprietário cometeria o pecado da luxúria em gostar de meninas jovens.

- Ishutaabu: um Horror que ataca as pessoas que têm ganância. Esse Horror devorou uma empresária que prometia dar ao investidor vinte vezes o valor que davam a ela em um ano. Sentindo o cheiro de sangue de Horror no corpo de Kaoru, a empresária preparava a emboscada para devorá-la, mas Kaoru foi salva por Kouga mais uma vez.

- Morakkusu (Morax): é um Horror criado pela sombra do tempo. O Horror se transforma em relógios e possuia as pessoas que os usavam, ele seqüestrou Kaoru e a levou para um local que parece ser  a torre de um grande relógio.

Kouga entra nesse relógio para salvar Kaoru ao mesmo tempo em que luta contra os mecanismos, pois tudo ali dentro era o parte do corpo de Morax.
- Pazuzu (Pazuz): um Horror que possuiu o corpo do Dr Tategami, um renomado cirurgião. Esse Horror devora as pessoas que salva em suas cirurgias.

Ele diz que depois de salvar alguém em sua mesa de cirurgia, a pessoa tem o corpo mais apetitoso para poder ser devorado.
Ele criou uma barreira impossibilitando Kouga de se transformar no guerreiro dourado.
A única pessoa que poderia quebrar essa barreira seria uma pessoa banhada pelo sangue de um Horror, e então Kouga pede esse favor a Kaoru.
- Rumeeken (Lunarken): Um Horror que fica adormecido nos humanos e devora as pessoas em noites de lua cheia.

Ele possuiu o corpo de uma jovem que iria cometer suicídio.
Logo após, o Horror encontra um farmacêutico querendo se matar junto com outra jovem na frente de um policial, pois o farmacêutico estava sendo perseguido de um crime que não cometeu.
Mas surge então Garo.
A luta estava difícil, pois o tempo estava acabando.
O Horror usava o corpo da mulher para se disfarçar, pois sua verdaderia forma era a lua que orbitava a mulher.
- Utokku: um Horror que possuiu um corpo de uma prostituta.

Ele atrai suas vítimas com sua beleza e sedução e então as devora.
Usa lapdes de cemiterio como ataque!
- Moroku: um Horror que amputa o dedo das pessoas fazendo de coleção.

A mulher possuída pelo Horror viu o namorado se matar após saber que nunca mais poderia tocar piano.
- Hanputei: Um Horror enviado para testar o poder de Garo. Sua provação seria enfrentar o sua sombra interior e enfrentar um monstro de mais de 5 metros de altura.

- Asumodei: Um Horror palhaço que tem o poder de fazer as pessoas dizerem a verdade.

Com isso as pessoas brigam até a morte para que depois o Horror possa fazer a sua degustação.
- Dantarian: Um Horror que gostava de fazer apostas para pegar a alma das pessoas.

Ele pegou a alma de Kaoru e fez com que Kouga participasse de seus jogos para que ele possa recuperar a alma da pessoa de quem tanto a protege.
- Episódio 15: Um Horror que possuiu o corpo de Kouhei Kuramachi, um escultor que achava que não tinha talento, pois ele queria ter as "Mãos de Deus".

O escultor decepava as suas obras e ao mesmo tempo esquartejava as mulheres que posavam como modelos para suas esculturas.
- Haru: é um Horror que possui uma forma de peixe.

Se alimenta de sangue humano.
Seu criador Tonuma, um programador de computador, revoltado com a humanidade chega até a matar pessoas para alimentar o seu "bichinho de estimação".
- Horror 12 Gatai: é a união dos 12 Horrors que surgiram na série. Não deu chance para Garo e Zero, pois era muito poderoso, foi destruído por um Cavaleiro Makai que devora Horrors.

- Dragão Grou: é um dragão que vive no submundo e que detém a fruta de Barankas.

Vive na floresta de Glen, onde Kouga, utilizando "todos" os seus poderes teria que destruir esse monstro, para então poder pegar a tal fruta.
- Kamisugawa: surge uma pessoa disposta a matar Kouga, ele quer vingar a morte da filha que foi devorada pelo Moroku.

Para isso ele usa Balas Mágicas (essência de Horrors para controlar pessoas).
Essas balas são colocadas dentro de sua arma e acaba sendo um inimigo perigoso para Saejima Kouga.
Kodama e as três sacerdotisas passam todas as informações sobre Kouga para o pai da moça.
Kouga só decide matá-lo quando ele se transforma em um Horror.
- Horror Kiba: Depois de ser absorvido por Messias, após a Kaoru ter voltado ao normal, Kiba volta na forma de um Horror, sem ter a personalidade de Barago. É derrotado por Kouga usando a armadura Makai Garo na versão final.

## Elenco

### Garo: Kiba no Ookami - 2005
- Ryosei Konishi (também conhecido como Hiroki Konishi) - Kouga Saejima/Golden Fang GARO
- Mika Hijii - Kaoru Mitsuki
- Ray Fujita - Rei Suzumura/Silver Fang ZERO
- Yukijirou Hotaru - Gonza Kurahashi
- Mina Fukui - Asami Shinohara
- Kenichi Ogata - Goruba (voz)
- Masaki Kyomoto - Ryuuzaki Karune/Barago/Dark Fang KIBA
- Kimika Yoshino - Garuma
- Mark Musashi - Kodama
- Yasue Sato - Jabi the Makai Priest
- Alisa Yuriko Durbrow - Shizuka
- Hiroyuki Watanabe - Taiga Saejima/Golden Fang GARO
- Yu Tokui - Kato Koichi

### Dubladores
- Hironobu Kageyama - Zaruba
- Hironobu Kageyama - Zaruba 2
- Ai Orikasa - Sliva
- Kenichi Ogata - Goruba

Nota: Zaruba encontra-se presente em todas as temporadas, independente do Cavaleiro Dourado.

### Elenco Convidado
- Nao Oikawa - (ep 6)
- Houka Kinoshita - (ep10)
- Shinji Kasahara - (ep17)

### Garo: Makai Flash Knight (Makai Senki) - 2011
- Ozuno Nakamura - Reo Fudou/Lord the Flash Knight
- Ozuno Nakamura - Sigma Fudou/Jaaku the Knight Destroyer
- Shouma Yamamoto - Tsubasa Yamagatana/Dan the Midnight Sun Knight
- Kenji Matsuda - Wataru Shijima/Baron the Thunder Knight
- Mary Matsuyama - Rekka
- Masahiro Kuranuki - Shiguto
- Yuriko Hishimi - Grace
- Hiromi Eguchi - Gigi
- Ai Orikasa - Espelho Madou Uruba, Anel Madou Eruba
- Rintarō Nishi - Horror, Espírito Heroico de Garo

Nota: Os atores principais do elenco de  também estão presentes nessa temporada.

### Garo: The One Who Shines In The Darkness (Yami o Terasu Mono) - 2013
- Wataru Kuriyama - Ryuga Dogai /Golden Fang GARO
- Tsunenori Aoki - Aguri Kusugami/Gai the Sky Bow Knight
- Junya Ikeda - Takeru Jakuzure/Zen the Flame Sword Knight
- Miki Nanri - Rian
- Kohei Otomo - Burai
- Hiroko Sato - Enhou
- Kumi Imura - Rivera
- Yasuaki Kurata - Sonshi
- Megumi Yokoyama - Hakana
- Kanji Tsuda - Tousei Kaneshiro

### Garo: The Makai Flower (Makai no Hana) - 2014
- Masei Nakayama - Raiga Saezima/Golden Fang GARO
- Atomu Mizuishi - Corvo
- Natsumi Ishibashi - Mayuri
- Asana Mamoru - Jiiru
- Sayaka Akimoto - Bikuu
- Ren Osugi - Shidou
- Show Aikawa - Eiji Busujima

### Garo: Gold Storm Flight (Série) - 2015
- Sakina Kuwae - Ryume
- Shigeru Izumiya - D Ringo
- Momoko Kuroki - Yukihime
- Hiroto Tanaka - Raiji
- Masahiro Inoue - Jinga
- Miyavi Matsunoi - Amily
- Hiroki Nakajima - Gald
- Tomohito Wakizaki - Daigo Akizuki
- Moka Komatsu - Haruna
- Daiki Suzuki - Fuji

Nota: atores de Ryuga Dogai e Rian de "Garo: The One Who Shines in the Darkness" estão presentes nesta temporada.

### Garo: History of Makai (Makai Retsuden) - 2016
- Kanji Tsuda - Kengi
- Masami Okui - Hikage
- Natsumi Ishibashi - Mayuri
- Keiko Matsuzaka - Anna
- Yuna- Riria Kojimauna
- Kain - Naoki Takeshi
- Moka Komatsu Haruna
- Tomohito Wakizaki - Daigo Akizuki
- Rei Yoshii - Akari
- Kenta Suga - Daichi
- Sakina Kuwae - Ryume
- EyrithYukihime (voz) - Momoko Kuroki
- Hiroyuki Amano (voz) - Zaji
- Madō Brooch Orva - prévia da próxima narração

Nota: alguns dos personagens das séries anteriores aparecem nesta temporada, contos de Gonza Kurahashi.

### Zero: Dragon Blood - 2017
- Alice Hiromi - Kokoro Aoshima
- Kagome - Hanatsumi: Yuria Haga
- Kurehi - Kuran
- Bakura - Guadalcanal Taka
- Edel - Tomohisa Yuge

### Fang of God: Jinga (Kami no Kiba: Jinga) - 2018
- Fusa - Yuuka Kouri
- Toma Mikage - Sōshi Hagiwara
- Koyori Mikage - Satomi Ando
- Rozan - Koh Takasugi
- Mizuto Mikage - Toru Kazama
- Yoyu - Shigemitsu Ogi

### Garo: Versus Road - 2020
- Sena Kuon - Matsudai Koya
- Kodzuki Takane - Toman
- Amou Ryousuke - Yuhi
- Hoshiai Shouri - Shimizu Naoya
- Kanata Dai - Kadoshita Shutaro
- Kado Azami - Hinami Kyoko
- Shuka - Momotsuki Nashiko
- Hagiri Shousetsu - Maruyama Tomomi
- Mizugame Kouya - Minami Keisuke

### Garo: Heir to Steel Armor (Hagane o Tsugu Mono) - 2024
- Shiraha Soma - Nakano On
- Koyori - Nakazawa Miko
- Mutsuki - Kurotani Tomoka
- Godo - Hagiwara Masato
- Ron - Yamamoto Akihiro
- Obi - Nishime Shun

### Garo: The Animation (Honoo no Kokuin) - 2014
- León Luis - Daisuke Namikawa
- Germán Luis - Kenyu Horiuchi
- Alfonso San Valiante - Katsuhito Nomura
- Ema Guzmán - Romi Park
- Jiruba - Aya Endō
- Fernando San Valiante - Kōsuke Gotō
- Esmeralda - Natsumi Tada
- Garcia - Katsuhisa Hōki
- Ximena Coronado - Yumi Sudō
- Mendoza - Takaya Hashi
- Octavia - Mari Doi
- Bernardo Dion - Hiroshi Yanaka
- Rafael Banderas - Hidetaka Tenjin
- Garm - Mayu Udono
- Anna Luis - Eri Ōzeki
- Gael - Chafurin
- Lara - Madoka Aiba
- Dario Montoya - Masato Hagiwara
- Sara - Arisa Komiya

### Garo: Crimson Moon (Guren no Tsuki) - 2015
- Raikou - Masei Nakayama, Megumi Han (criança)
- Kintoki - Akiko Yajima (criança), Mamoru Miyano  (adulto, como Tokiwaka)
- Seimei - Romi Park, Madoka Aiba (criança)
- Yasusuke  de Fujiwara - Daisuke Namikawa
- Michinaga de Fujiwara - Kenyu Horiuchi
- Shijō Kintō - Nozomu Sasaki
- Yasunori de Kamo  - Masao Komaya
- Haruaki de Abe - Hidetaka Tenjin
- Yasumasa de Fujiwara  - Takanori Hoshino
- Minamoto de Yorinobu  - Katsuhito Nomura
- Izumi Shikibu - Noriko Hidaka
- Shinbachi de Tada - Shinpachi Tsuji
- Kaguya - Ayaka Ōhashi
- Tachibana Masamune - Kōsuke Gotō
- Suetsumuhana - Kimiko Saitō
- Ashiya Douman - Tomokazu Seki
- Priest Douma - Takaya Hashi

### Garo: Vanishing Line - 2017
- Sword - Tomokazu Seki
- Sophie - Rie Kugimiya
- Luke - Nobunaga Shimazaki, Miyu Tomita (criança)
- Gina - Ami Koshimizu
- Knight - Daisuke Namikawa
- Feilong - Takaya Hashi
- Meifang - Ayahi Takagaki
- Sister - Atsuko Tanaka

## Trilha Sonora

### Garo: Kiba no Ookami
- Try Force & Jam Project — Fang Wolf Garo

- Masaki Kyomoto — Boku Ga Ai Wo Tsutaeteyuku

- Masaki Kyomoto — Boku wa Mada Koi wo Shite wa Ikenai

- Jam Project — Fencer of Gold

### Garo: Makai Flash Knight (Makai Senki)
- "GARO -MAKAI SENKI- Jam Project"

Composto porYoshichika Kuriyama, Shiho Terada
- *"Waga Na wa Garo"

Lyrics: Hironobu Kageyama

Composto: Hironobu Kageyama, Ricardo Cruz

Artista: Jam Project
- "Predestination"

Lyrics & Composição: Masami Okui

Artista: Jam Project featuring Masami Okui
- "PROMISE ~Without you~"

Lyrics e Composition: Masami Okui

Artista: Jam Project featuring Masami Okui

### Garo: The One Who Shines In The Darkness (Yami o Terasu Mono)
- "Yami o Terasu Mono"

Composição: Yoshichika Kuriyama, Shiho Terada
- "Isshokusokuhatsu ~Trigger of Crisis~"

Lyrics & Composition: Hironobu Kageyama

Artista: Jam Project
- "So Long"

Composição: Yūji Toriyama

Lyrics & Artista: Kohei Otomo
- "PLATONIC"

Lyrics e Composição: Masami Okui

Artista: Jam Project e Masami Okui
- "Brave Heart"

Composição: Yūji Toriyama

Lyrics e Artistat: Kohei Otomo

### Garo: The Makai Flower (Makai no Hana)
- "Garo -Makai no Hana-"

Composição : Shiho Terada, Yoshichika Kuriyama e Yoichi Matsuo

Artista: Masaki Endoh, Masami Okui e Hiroshi Kitadani
- "Yasashisa no Tsubomi"

Composição: Noriyasu Agematsu (Elements Garden)

### Garo: Gold Storm Flight (Série)
- GOLD STORM Sho

Composição : Shiho Terada, Yoshichika Kuriyama

Artista: Masami Okui, Hiroshi Kitadani, Yoshiki Fukuyama
- EMERGE

Composição : Hironobu Kageyama

Artista: Jam Project
- PRAYERS

Composição : Hironobu Kageyama

Artista: Makai Kagekidan
- Guren Byakuren

Composição : Hironobu Kageyama

Artista: Makai Kagekidan

### Garo: The Makai Tales (Makai Retsuden)
- Makai Retsuden

Composição : Shiho Terada, Yoshichika Kuriyama

Artista: Masami Okui, Hiroshi Kitadani, Yoshiki Fukuyama
- Kagaribi no Yume

Composição : Hironobu Kageyama

Artista: Makai Kagekidan

### Zero: Dragon Blood
- DRAGONFLAME

Composição : Hiroshi Kitadani

Artista: Jam Project
- Zoë ~Beautiful World~

Composição : Dustz, L!TH!UM

Artista: Dustz

### Garo The Animation (Honoo no Kokuin)
- Honō no Kokuin

Composição : Hiroshi Kitadani

Artista: Jam Project
- B.B.

Composição : Hironobu Kageyama

Artista: Jam Project
- CHIASTOLITE

Composição : Takaha Tachibana

Artista: Sayaka Sasaki
- FOCUS

Composição : R・O・N

Artista: Showtaro Morikubo

### Garo: Crimson Moon (Guren no Tsuki)
- Guren no Tsuki

Composição : Hironobu Kageyama

Artista: Jam Project
- Gekka

Composição : Hironobu Kageyama

Artista: Jam Project
- Kamon

Composição : Masami Okui

Artista: Sayaka Sasaki
- Karen

Composição : Masami Okui

Artista: Inaribayashi

### Garo: Vanishing Line
- EMG

Artista: Jam Project

## Episódios da Série

### Garo: Kiba no Ookami
1. Livro Ilustrado (絵本, Ehon)
2. Trevas (陰我, Inga)
3. Relógio (時計, Tokei)
4. Jantar (晩餐, Bansan)
5. Luar (月光, Gekkō)
6. Beleza (美貌, Bibō)
7. Garra Prateada (銀牙, Ginga)
8. Anel (指輪, Yubiwa)
9. Provação (試練, Shiren)
10. Boneco (人形, Ningyō)
11. Jogo (遊戯, Yūgi)
12. Taiga (大河, Taiga)
13. Promessa (約束, Yakusoku)
14. Pesadelo (悪夢, Akumu)
15. Estátua (偶像, Gūzō)
16. Saquê Vermelho (赤酒, Akazake)
17. Aquário (水槽, Suisō)
18. Sinal Mundial (界符, Kaifu)
19. Chama Negra (黒炎, Kokuen)
20. Vida (生命, Seimei)
21. Bala Mágica (魔弾, Madan)
22. Selo (刻印, Kokuin)
23. Coração Destruído (心滅, Shinmetsu)
24. Garotinha (少女, Shōjo)
25. Espírito Heróico (英霊, Eirei)

### Garo: Makai Senki (Garo: Makai Flash Knight)
1. Fagulha (火花, Hibana)
2. Rua de Luz (街灯, Gaitō)
3. Rodas (車輪, Sharin)
4. Curinga (切札, Kirifuda)
5. Naraku (奈落, Naraku)
6. Carta (手紙, Tegami)
7. Lampejos (閃光, Senkō)
8. Demônio da Espada (妖刀, Yōtō)
9. Maquiagem (化粧, Keshō)
10. Segredos (秘密, Himitsu)
11. Rugidos (咆哮, Hōkō)
12. Fruta (果実, Kajitsu)
13. Águas Duradouras (仙水, Sensui)
14. Reunião (再会, Sakai)
15. Irmãos (同胞, Harakara)
16. Máscara (仮面, Kamen)
17. Pincel Vermelho (赤筆, Akafude)
18. Rebanho (群獣, Gunjū)
19. Paraíso (楽園, Rauken)
20. Trem (列車, Ressha)
21. Fortaleza (牙城, Gajō)
22. Amigos Juramentados (盟友, Meiyū)
23. Dourado (金色, Konjiki)
24. Era (時代, Jidai)

Extra - Meu Nome é Garo. A História da Batalha de Kouga Saejima (牙狼〈GARO〉スペシャル 我が名は牙狼―冴島鋼牙　戦いの軌跡―, Waga Na wa Garo -Saejima Kōga Tatakai no Kiseki)

### Garo: Yami o Terasu Mono (Garo: The One Who Shines In The Darkness)
1. Ryuga (流～Ryuga～)
2. Onda Dourada (波～Gold wave～, Gōrudo wēbu)
3. Calabouço (迷～Dungeon～, Danjon)
4. Sonho (夢～Dream～, Dorīmu)
5. Pesadelo (夢～Nightmare～, Naitomea)
6. Pedra (響～Rock～, Rokku)
7. Jantar (住～Dining～, Dainingu)
8. Colher (乱～Scoop～, Sukūpu)
9. Sonshi (乱～Sonshi～)
10. Promessa (誓～Promise～, Puromisu)
11. Desejo (虜～Desire～, Dezaia)
12. Armadilha (報～Trap～, Torappu)
13. Caçado (狩～Hunting～, Hantingu)
14. Hiena (腐～Hyena～, Haiena)
15. Sugestão (謎～Hint～, Hinto)
16. Perdido (友～Lost～, Rosuto)
17. Controle (裏～Tousei～, Tōsei)
18. Guerra (闘～War～, Wō)
19. Esperança (光～Hope～, Hōpu)
20. Mãe (母～Mother～, Mazā)
21. Justiça (義～Justice～, Jasutisu)
22. Mestre (礼～Master～, Masutā)
23. Dourado (輝～Gold～, Gōrudo)
24. Futuro (照～Future～, Fyūchā)
25. Recomeço (道～Beginning～, Biginingu)

### Zero: Black Blood
1. Dolce (DOLCE 血のドルチェ, Chi no Doruche)
2. Comunidade (COMMUNITY コミュニティ, Komyuniti)
3. Inimigo (ENEMY 外敵, Gaiteki)
4. Sonho (DREAM 真実の夢, Shinjitsu no Yume)
5. Decisão (DECISION 決意, Ketsui)
6. Salvador (SAVIOR 救世主, Kyūseishu)

### Garo: Makai no Hana (Garo: Makai Flower)
1. Fóssil (化石, Kaseki)
2. Bichos (害虫, Gaichū)
3. Casa Verde (温室, Onshitsu)
4. Filme (映画, Eiga)
5. Gráfico Estelar (星図, Seizu)
6. Vento Harmônico (風鈴, Fūrin)
7. Mitologia (神話, Shinwa)
8. Família (家族, Kazoku)
9. Criação (飼育, Shiiku)
10. Mesa de Jantar (食卓, Shokutaku)
11. Quadrinhos (漫画, Mangá)
12. O Poder dos Mundos (言霊, Kotodama)
13. Fanático (凶獣, Kyūjū)
14. Transformação (変身, Henshin)
15. Chá Negro (紅茶, Kōcha)
16. Medo (絶叫, Zekkyō)
17. Garoto (少年, Shōnen)
18. Lotus Carmesin (紅蓮, Guren)
19. Privada (組曲, Kumikyoku)
20. O Homem de Ferro (鉄人, Tetsujin)
21. Imagem Residual (残像, Zanzō)
22. Cão de Guarda (番犬, Banken)
23. Retrospectiva (追想, Tsuisō)
24. O Visitante (稀人, Marebito)
25. Vontade de Deus (天命, Tenmei)

### Garo: Gold Storm Sho (Garo: Gold Storm Flight)
1. Espada (剣, Tsurugi)
2. Chama (炎, Honō)
3. Borboleta (蝶, Chō)
4. Eixo (斧, Ono)
5. Sem (罪, Tsumi)
6. Quadro (額, Gaku)
7. Soletrar (術, Jutsu)
8. Escova (筆, Fude)
9. Pena (羽, Hane)
10. Trovão (雷, Ikazuchi)
11. Armadilha (罠, Wana)
12. Laços (絆, Kizuna)
13. Pântano (沼, Numa)
14. Alvo (標, Hyō)
15. Forte (砦, Toride)
16. Guerra (戦, TIkusa)
17. Reflexo (鏡, Kagami)
18. Trevas (闇, Yami)
19. Coração (心, Kokoro)
20. Fonte (泉, Izumi)
21. Rei (王, Ō)
22. Castelo (城, Shiro)
23. Tempestade (嵐, Arashi)

```
 Especial - 
Garo: Gold Storm Sho Begins! O especial da tempestade dourada
 (
牙狼＜GARO＞－GOLD STORM－翔　巻き起こせ！金色の嵐スペシャル
, 
GARO -GOLD STORM- Shō Makiokose! Konjiki no Arashi Supesharu
)
```

### Garo: Makai Retsuden (Garo: Makai Tales)
1. Réquiem (鎮魂歌, Chinkonka)
2. Lua cheia (天満月, Amamitsutsuki)
3. Vagabundeando (無頼漢, Buraikan)
Prescrição (処方箋, Shohōsen)
4. Estrangeiro (異邦人, Ihōjin)
5. Fidalguia (騎士道, Kishidō)
6. Andarilho desenraizado (根無草, Nenashigusa)
7. Estudante transferido (転校生, Tenkōsei)
8. Sonho entubado (絵空事, Esoragoto)
Critério (試金石, Shikinseki)
9. Chifre Verde (青二才, Aonisai)
10. Sem precedente (破天荒, Hatenkō)
11. Duas Faces (陰日向, Kagehinata)
12. Monumento dourado (金字塔, Kinjitō)

### Zero: Dragon Blood
1. Lobo Prateado (銀狼, Ginrō)
2. A princesa que dança (舞姫, Maihime)
3. Pistola (拳銃, Kenjū)
4. O homem dragão (竜人, Ryūjin)
5. Eternidade (永遠, Eien)
6. Kagome (籠目)
7. Espada Gêmea (双剣, Sōken)
8. Fotografia (写真, Shashin)
9. Maternidade (母性, Bosei)
10. Lenda (伝説, Densetsu)
11. Templo (神殿, Shinden)
12. Sorriso (微笑, Bishō)
13. Final: Mundo (世界, Sekai)

### Kami no Kiba: Jinga (Fang of God: Jinga)
1. Jinga / Jinga (神牙／ジンガ)
2. Destruição / Renascimento (消滅／再生 Shōmetsu / Saisei)
3. Desespero / Esperança (絶望／希望 Zetsubō / Kibō)
4. Determinação / Maldade (決意／悪意 Ketsui / Akui)
5. Dúvidas / Despertar (疑念／目覚 Ginen / Mezame)
6. Imobilidade / Ensino (混迷／教示 Konmei / Kyōji)
7. Dentro / Fora (表／裏 Omote / Ura)
8. Laços / Quebrar (絆／断 Kizuna / Dan)
9. Esperança Cega / Dúvidas (盲信／懐疑 Mōshin / Kaigi)
10. Sem Começo / Sem Final (無始／無終 Mushi / Mujū)
11. Arrogância / Dilema (独尊／窮地 Dokuson / Kyūchi)
12. Causa da Ficção / Realidade Crua (虚構の大義／事実の真理 Kyokō no Taigi / Jijitsu no Shinri)
13. Morte / Genesis (終焉／創成 Shūen / Sōsei)

### Garo: Versus Road
1. NOVO JOGO (NEW GAME)
2. SALVAR (SAVE)
3. ITEM (ITEM)
4. CONGELAR (FREEZE)
5. BUG (BUG)
6. GAME OVER (GAME OVER)
7. AMIGO (FRIEND)
8. CONTADOR (COUNTER)
9. PRÓLOGO (PROLOGUE)
10. ENCONTRO (ENCOUNT)
11. FASE FINAL (LAST STAGE)
12. VERSUS ROAD (VERSUS ROAD)

### Garo: Hagane o Tsugu Mono (Garo: Heir to Steel Armor)
1. Prólogo (創 Hajimari)
2. Sintomas (兆 Kizashi)
3. Hagane (鋼 Hagane)
4. Ferida (傷 Kizu)

Nota: Hagane o Tsugu Mono ainda está em exibição, logo no período que esse artigo está sendo editado, não temos todos os 12 episódios.

### Garo: Honoo no Kokuin (Garo: The Carved Seal Of Flames / The Animation)
1. Fogo do Inferno (業火-HELL FIRE-, Gōka -HELL FIRE-)
2. Chama Divina (刻印-DIVINE　FLAME-, Kokuin -DIVINE FLAME-)
3. Zaruba (契約-ZARUBA-, Keiyaku -ZARUBA-)
4. Vila de Sangue (儀式-BLOODVILLE-, Gishiki -BLOODVILLE-)
5. Gaia (堅陣-GAIA-, Kenjin -GAIA-)
6. Cavaleiro Negro (騎士-BLACK　KNIGHT-, Kishi -BLACK KNIGHT-)
7. Sofrimento Bestial (人狼-SORROW　BEAST-, Jinrō -SORROW BEAST-)
8. Monty elevado (全裸-FULL MONTY-, Zenra -FULL MONTY-)
9. Nova Esperança (師弟-NEW HOPE-, Shitei -NEW HOPE-)
10. Sangue Caído (破戒-FALLEN　BLOOD-, Hakai -FALLEN BLOOD-)
11. Corte Sombrio (絶影-SHADOW　SLASHER-, Zekkage -SHADOW SLASHER-)
12. Lua Sangrenta (暁月-BLOOD MOON-, Kyōgetsu -BLOOD MOON-)
13. Cinzas Ardente (彷徨-BURNING ASHES-, Hōkō -BURNING ASHES-)
14. Gesto (武勲-GESTE-, Bukun -GESTE-)
15. Projeto G (職人-PROJECT G-, Shokunin -PROJECT G-)
16. A Cura (医術-CURE-, Ijutsu -CURE-)
17. Queda na neve (雪夜-SNOW FALL-, Yukiyo -SNOW FALL-)
18. Ferida na chama (幻炎-SCAR FLAME-, Gen'en -SCAR FLAME-)
19. Tempestade (黒翼-TEMPEST-, Kokuyoku -TEMPEST-)
20. Fornecedor Duplo (侍女-DOUBLE DEALER-, Jojo -DOUBLE DEALER-)
21. Cavaleiros (父子-KNIGHTS-, Fushi -KNIGHTS-)
22. A morte em foco (結界-DREADLY FOCUS-, Kekkai -DREADLY FOCUS-)
23. Destino (月食-DOOM-, Gesshoku -DOOM-)
24. Chiastolite (光芒-CHIASTOLITE-, Kōbō -CHIASTOLITE-)

```
 * Especial - 
Aurora
 (
饗応-DAYBREAK-
, 
Kyōō -DAYBREAK-
)
```

### Garo: Guren no Tsuki (Garo: Crimson Moon)
1. Onmyou (陰陽, Onmyō)
2. Espada amarrada (縁刀, Entō)
3. Curso (呪詛, Juso)
4. Kaguya (赫夜, Kaguya)
5. Hakamadare (袴垂, Hakamadare)
6. Espreitando o Demônio (伏魔, Fukuma)
7. Mãe irmã (母娘, Oyako)
8. Irmãos (兄弟, Kyōdai)
9. Brilho e Ruína (光滅, Kōmetsu)
10. Um décimo (一寸, Issun)
11. Zanga (斬牙, Zanga)
12. Kyokuen (曲宴, Kyokuen)
13. Conflito (相克, Sōkoku)
14. Seimei (星明, Seimei)
15. Alma da lua (心月, Shingetsu)
16. O pior (最低, Saitei)
17. O mal sinistro (兇悪, Kyōaku)
18. Estrela extinta (星滅, Seimetsu)
19. Delírio (繚乱, Ryōran)
20. Embarcação (依代, Yorishiro)
21. Duelo (対決, Taiketsu)
22. Ressonância (共鳴, Kyōmei)
23. Rudra (嶐鑼, Ryūdora)
24. Ataque na lua (討月, Tōgetsu)

### Garo: Vanishing Line
1. Sword  (ソード, Sōdo)
2. Luke (ルーク, Rūku)
3. Gina (ジーナ)
4. Irmão (兄, Ani)
5. Anel (リング, Ringu)
6. Complexidade
7. Escoteiro
8. Knight
9. Desligar
10. Renascimento
11. Sequestro
12. Família
13. A Vontade de Deus (天命, Tenmei)
14. Relíquia
15. El Dorado
16. Chance de Encontro
17. A Linha Inclinada
18. Ilusão
19. Despedida
20. Utopia
21. Causa e Efeito
22. A Luz de Yu
23. Minha Irmã
24. Futuro

## Extras / Cronologia
A Cronologia de GARO é dividida em 4 rotas. ''Universo Saejima'' que segue os eventos da primeira temporada lançada em 2005, e a ''Universo Ryuga'' que continua a história de Yami o Terasu Mono (The One Who Shines in the Darkness).  Também temos duas rotas, o "Universo Versus Road" uma cronologia separada de todos os anteriores e por fim as Animações, que apesar de nada as impedir de serem canônicas no universo Saejima/Ryuga, a deixamos em uma categoria diferente.

### Universo Saejima:
01 - Garo (1ª temporada | 2005) - 25 episódios.
01.5 - Garo Gaiden (aka Episódio 26), O Sorriso (A História dos Quadros).
02 - Garo Special: Beast of the Demon Night (Filme | 2006) -  ou Besta da Noite Branca / Byakuya no Maju.
03 - Garo: Red Requiem  (Filme | 2010) - ou Requiém Carmesin / Vermelho Escarlate.
04 - Kiba: Dark Knight Side Story. (Filme | 2011) - ou Kiba: A História do Cavaleiro Negro / KIBA: Ankoku Kishi Gaiden.
05 - Garo Makai Senki (2ª temporada | 2011-2012) - 25 episódios.
06 - Garo and the Wailing Dragon (Filme | 2013) - ou Garo: Lamentos do Dragão Negro / Soukoku no Maryuu.
07: Garo Side Story: The Tougen Flute (Filme | 2013) - ou Garo Gaiden: A Flauta Secreta / Tougen no Fue.
08 - Zero: Black Blood (Minisérie/Spinoff | 2014) - 6 episódios.
09 - Garo: The Makai Flower (3ª temporada | 2014) - ou Garo: A Flor Makai / Makai no Hana - 25 episódios.
10 - Biku the Movie (Filme | 2015) - ou Biku.
11 - Garo The Makai Tales (Spinoff | 2016) - ou Garo os Contos Makai / Makai Retsuden - 13 episódios.
12 - Zero: Dragon Blood (Spinoff | 2017) - ou Zero: Sangue de Dragão - 12 episódios.
13 - Garo: Moonbow Traveler (Filme | 2019) - ou Garo: Sob o Arco-Íris do Luar / Gekkou no Tabibito.

### Universo Ryuga:
Esta é a ordem de lançamento de todas as produções situadas no universo de Ryuga Dougai, alternativo da cronologia principal de Kouga Saejima.
01 - Garo: The One Who Shines in the Darkness (1ª temporada | 2013) - ou Garo: Aquele que Brilha nas Trevas / Yami o Terasu Mono - 25 episódios.
02 - Garo: Gold Storm (Filme | 2015) - ou Garo: Tormenta de Ouro.
03 - Garo: Gold Storm Flight (2ª temporada | 2015) ou Garo Gold Storm Sho - 23 episódios.
04 - Garo: The Fang of God (Filme | 2017) ou Garo a Presa de Deus / Kami no Kiba.
05 - Fang of God: Jinga (Spinoff | 2018) ou A Presa de Deus: Jinga / Kami no Kiba: Jinga - 13 episódios.
06 - Garo: Heir to Steel Armor (3ª temporada | 2024) ou Garo Aquele que Herdou o Aço / Hagane o Tsugu Mono - 12 episódios.

### Universo Versus Road:
01 - Garo: Versus Road (1ª temporada | 2020) ou Garo: Rota Versus - 12 episódios

### Animações:
01 - Garo: The Carved Seal of Flames / The Animation (1ª temporada | 2014) ou Garo: O Selo Gravado em Chamas / Honoo no Kokuin - 24 episódios.
02 - Garo: Divine Flame (Filme | 2016) ou Garo: Chama Divina 
03 - Garo: Crimson Moon (1ª temporada | 2015) ou Garo: Lua Carmesim / Garo: Guren no Tsuki - 23 episódios
04 - Garo: The Fleeting Cherry Blossom (Filme | 2018) ou Garo: A Efêmera Flor de Cerejeira / Usuzumizakura Garo

05 - Garo: Vanishing Line (1ª temporada | 2018) ou Garo: Linha Desaparecida